# Indigetes
Les Indigetes (en latin: Indigetes ou Indigetae ou Indiketes) étaient un peuple de l’antiquité ibère établi dans la province de Gérone, dans l'extrême nord-est de la péninsule Ibérique, dans le golfe d'Empúries et Rhoda en s'étendant jusqu'aux Pyrénées et en occupant la plaine de l'Empordà, de Selva, et peut-être aussi, en Gironès, où les Ausétans se trouvaient. Les Ausétans et les Indigetes appartenant à la même ethnie.

## Histoire
Ce peuple était divisé en quatre tribus et ses villes principales étaient : 
- Indika (seulement mentionnée par Esteban de Byzance, non localisée, mais  pourrait correspondre à Empúries, ou Ullastret), Emporidae (Empúries), où s'est installé une colonie grecque très importante, des Grecs phocéens-massaliotes,
- Rhoda (Roses),
- Juncaria (La Jonquera),
- Cinniana (Cervià de Ter)
- Deciana (près de La Jonquera).

Un temple dédié à Vénus pourrait se trouver au Cap de Creus mais pourrait aussi être localisé dans un petit port appelé Portus Veneris (actuelle Port-Vendres en France). Les terres de ce peuple étaient irriguées par la rivière Clodianus (Fluvià), le Sambrocas (Muga) et le Tichis (Ter). Le district du golfe d'Empúries a été connu comme le Juncaris Campus.
En 218 av. J.-C., les Indigetes se soumirent à la République romaine. En 195 av. J.-C., ils se révoltèrent contre Rome, et le consul Marcus Porcius Cato réprima cette révolte en battant les Indigetes. Par la suite, Salluste évoque les Indigetes dans sa narration de l'entrée en Espagne de Pompée luttant contre Sertorius. Pline l'Ancien les cite aussi, comme voisins des Laletans. Avienus, poète latin de la fin du IVe siècle, les présente comme « durs Indigètes, nation farouche, nation de fiers chasseurs, et qui ne sort pas de ses forêts ».
Les Indigetes frappaient leur propre monnaie qui portait l'inscription dans une écriture ibérique nord-orientale undikesken, qui dans la langue ibère peut être interprétée comme monnaie : undika.

## Géographie
Les principaux sites des Indigetes étaient Ullastret (Baix Empordà), Castell Fosca (Palamós, Baix Empordà) et Puig Castellet (Lloret de Mar, Selva), Sant Sebastià de la Guarda (Palafrugell) .